# فرماندهی عملیات ویژه فرانسه
فرماندهی عملیات ویژه فرانسه (انگلیسی: Special Operations Command) یگان نیروهای ویژه ضدتروریسم زیرمجموعه وزارت دفاع فرانسه است، که در سال ۱۹۹۲ تأسیس شد.